# Chauvirey-le-Châtel
Chauvirey-le-Châtel är en kommun i departementet Haute-Saône i regionen Bourgogne-Franche-Comté i östra Frankrike. Kommunen ligger i kantonen Vitrey-sur-Mance som tillhör arrondissementet Vesoul. År 2022 hade Chauvirey-le-Châtel 114 invånare.

## Befolkningsutveckling
Antalet invånare i kommunen Chauvirey-le-Châtel
| Referens: INSEE |